# Ђаво (филм)
Ђаво (енгл. Devil) је амерички натприродни хорор филм из 2010. године, редитеља Џона Ерика Даудла, са Крисом Месином, Логаном Маршалом Грином, Бојаном Новаковић, Џефријем Арендом, Џени О’Харом и Бокимом Вудбајном у главним улогама. Радња прати петоро странаца заглављених у лифту, од којих је једно ђаво.
Продуцент М. Најт Шјамалан, потврдио је да је за основу приче послужио роман Десет малих црнаца књижевнице Агате Кристи. Филм је премијерно приказан 17. септембра 2010. у дистрибуцији продукцијске куће Јуниверсал пикчерс. Добио је генерално позитивне критике, а посебно су похваљени атмосфера и глумачки перформанси. Као једна од замерки често се наводи то што филм траје прекратко, само 80 минута. Зарадио је преко 62 милиона долара са шестоструко мањим буџетом.

## Радња
Петоро странаца постаје заглављено у лифту. Док чекају да се лифт поправи, људи мистериозно бивају убијени. Испоставља се да једно од њих није човек, већ ђаво и да је једини начин да се спасу признавање својих грехова.

## Улоге
| Глумац            | Улога                                               |
| ----------------- | --------------------------------------------------- |
| Крис Месина       | детектив Боуден                                     |
| Логан Маршал Грин | Ентони „Тони” Јанековски (механичар / бивши војник) |
| Бојана Новаковић  | Сара Каравеј (млада жена)                           |
| Џефри Аренд       | Винсент „Винс” Макормик (продавац)                  |
| Џени О’Хара       | Џејн Ковски (старија жена)                          |
| Боким Вудбајн     | Бенџамин „Бен” Ларсон (стражар)                     |
| Мет Крејвен       | Лустинг (обезбеђење зграде)                         |
| Јакоб Варгас      | Рамирез (обезбеђење зграде)                         |
| Џозеф Кобден      | Двајт (мајстор за лифт)                             |
| Каролин Даверна   | Елза Нахај                                          |
| Џошуа Пис         | детектив Марковић                                   |
| Зои Палмер        | Шерил                                               |
| Винсент ЛАреска   | Хенри                                               |